# بخش مرکزی شهرستان شادگان
بخش مرکزی شهرستان شادگان تنها بخش تابعه شهرستان شادگان در استان خوزستان در جنوب غربی ایران است.

## تقسیمات کشوری
- بخش مرکزی
  - دهستان آبشار
  - دهستان بوزی
  - دهستان جفال
  - دهستان حسینی
  - دهستان خنافره
  - دهستان دارخوین

شهرها: شادگان

## جمعیت
بنابر سرشماری مرکز آمار ایران، جمعیت بخش مرکزی شهرستان شادگان در سال ۱۳۸۵ برابر با ۸۵۰۰۰ نفر بوده‌است.